# Czeressa (gmina)
Czeressa (początkowo Czeress, przejściowo Czerez) – dawna gmina wiejska istniejąca do 1927 roku w woj. nowogródzkim/Ziemi Wileńskiej/woj. wileńskim w Polsce (obecnie na Białorusi). Siedzibą gminy była Czeress (Czeress, Czerez; 131 mieszk. w 1921 roku)
Na samym początku okresu międzywojennego gmina Czeress należała do powiatu dziśnieńskiego w woj. nowogródzkim. 13 kwietnia 1922 roku gmina wraz z całym powiatem dziśnieńskim została przyłączona do Ziemi Wileńskiej, przekształconej 20 stycznia 1926 roku w województwo wileńskie. 1 stycznia 1926 roku gminę Czerez wyłączono z powiatu dziśnieńskiego i przyłączono do powiatu brasławskiego w tymże województwie.
Gminę Czeressa zniesiono 1 kwietnia 1927 roku, a jej obszar włączono do gmin Leonpol, Nowy Pohost i Miory.

## Demografia
Według Powszechnego Spisu Ludności z 1921 roku gminę zamieszkiwało 5 746 osób, 428 było wyznania rzymskokatolickiego, 4 955 prawosławnego, 319 staroobrzędowego, 36 mojżeszowego, 8 mahometańskiego. Jednocześnie 355 mieszkańców zadeklarowało polską przynależność narodową, 5 362 białoruską, 4 małoruską, 19 żydowską, 8 tatarską a 2 rosyjską. Było tu 1 098 budynków mieszkalnych.